# 13 okom volt (televíziós sorozat)
A 13 okom volt (13 Reasons Why) amerikai kamaszdráma-websorozat, melyet a Netflix számára alkotott Brian Yorkey a 2007-es Tizenhárom okom volt című regény alapján. A sorozat főszereplője a 17 éves Clay Jensen és elhunyt barátnője, Hannah Baker, aki öngyilkosságot követett el, miután képtelen volt elfogadni a róla terjesztett pletykákat, a barátai viselkedését, valamint azt, hogy nem kapott segítséget sem tőlük, sem az iskolájától. Egy doboznyi kazettán meséli el a 13 okot, mely a döntésében szerepet játszott.
Dylan Minnette játssza Clayt, Katherine Langford Hannaht. További főszereplő Christian Navarro, Alisha Boe, Brandon Flynn, Justin Prentice, Miles Heizer, Ross Butler, Devin Druid, Amy Hargreaves, Derek Luke, Kate Walsh és Brian d'Arcy James. 2011. február 8-án a Universal Pictures bejelentette, hogy megvásárolta Jay Asher Tizenhárom okom volt című regényének jogait, és egy filmet kezdtek volna készíteni, melyben Selena Gomez játszotta volna Hannaht, azonban a film helyett a Netflix egy sorozatot rendelt be 2015 októberében, aminek Gomez lett az egyik vezető producere.
Az első évad 2017. március 31-én jelent meg a Netflixen, amit a nézők és a kritikusok is pozitív véleménnyel illették, és főként központi témáját és a színészek játékát dicsérték, főleg Minnette-ét és Langfordét, utóbbit Golden Globe-díjra jelölték a legjobb női főszereplő – drámasorozat kategóriában. Azonban az olyan problémák, mint öngyilkosság és nemi erőszak, és a kiskorúak számára nem ajánlott tartalmak képi ábrázolása a mentálhigiénés szakemberek aggodalmát váltotta ki. Válaszul a Netflix írásban, 2018 márciusától videóban figyelmezteti a nézőt a sorozat témáira.
2017 májusában a Netflix berendelt egy második évadot, melynek forgatását az azt követő hónapban kezdték, és decemberben fejezték be. A folytatást 2018. május 18-án tették lejátszhatóvá, azonban negatív fogadtatást kapott. A Netflix egy újabb évadot rendelt be 2018 júniusában, melyet 2019. augusztus 23-án tettek elérhetővé, valamint berendelték a befejező, negyedik évadot. A sorozat megosztja a kritikusokat és a nézőközönséget, mivel a 13 okom volt vitát alakított ki a nézők és az ítészek között.
Magyarországon a sorozat a Netflixen érhető el magyar felirattal és szinkronnal.

## Cselekmény
Az első évadban a 17 éves Clay Jensen az iskolából hazaérve egy doboznyi kazettát talál a bejárati ajtaja előtt, amelyeken elhunyt osztálytársa és plátói szerelme, Hannah Baker hallható, aki két héttel azelőtt követett el öngyilkosságot. A kazettákra Hannah egy audionaplót rögzített, melyben kifejtette, miért vetett véget az életének. Mindazoknak, akik megkapták a cipősdoboznyi kazettát, közük van Hannah döntéséhez, és az egyes kazetták nekik szólnak. Nem Clay kapta meg először a kazettákat, és Hannah kérésére tovább kell adnia, miután meghallgatta őket. A kazetták egy bizonyos sorrend alapján következnek egymás után, de van róluk egy elrejtett másolat, amennyiben a terv meghiúsulna.
A második évadban a kazetták alanyai életét felforgatja a polgári per, amit Hannah szülei indítottak a Liberty High School mulasztás vádja miatt. A cselekmény a bírósági tárgyaláson megjelentek elmondásai alapján bontakozik ki.
Clay, aki önmagát Hannah elbukott védelmezőjeként látja, nyomozásba kezd, hogy bármilyennemű bizonyítékot találjon, ami befolyással lehet a Bakerék és a gimnázium közötti perre. Továbbá igyekszik nyilvánosságra hozni az iskola hozzáállását az átlagos diákokhoz, és a gazdag sportolók előnyben részesítését, amely egyébként jelentősen veszélyezteti az olyan lányok beilleszkedését, mint Hannah.
A második évad során Clay láthatólag képes kommunikálni Hannah szellemével, mely a történetmesélés egy újabb eszköze.

## Szereplők

### Főszereplők
| Színész            | Szerep        | Magyar hang                 | Leírás                                                                                             |
| ------------------ | ------------- | --------------------------- | -------------------------------------------------------------------------------------------------- |
| Dylan Minnette     | Clay Jensen   | Czető Roland                | Hannah közeli barátja, aki megszállottan keresi a választ, miért lett a lány öngyilkos             |
| Katherine Langford | Hannah Baker  | Laudon Andrea               | Egy kamasz lány, akinek az öngyilkossága és audiokazettái adták a sorozat cselekményének hátterét. |
| Christian Navarro  | Tony Padilla  | Berkes Bence                | Clay legjobb barátja a Liberty High Schoolban, aki segít neki feldolgozni Hannah halálát.          |
| Alisha Boe         | Jessica Davis | Szabó Luca                  | Egy diáklány, aki Hannahval egy időben iratkozik a Liberty High Schoolba.                          |
| Brandon Flynn      | Justin Foley  | Penke Bence                 | Egy diák a gimnáziumban, aki autoriter családból származik, és Jessicával folytat párkapcsolatot.  |
| Justin Prentice    | Bryce Walker  | Ágoston Péter               | Egy gazdag család sarja, és a gimnázium futballcsapatának kapitánya.                               |
| Miles Heizer       | Alex Standall | Czető Ádám                  | Jessica korábbi barátja, és Hannah egykori fiúbarátja.                                             |
| Ross Butler        | Zach Dempsey  | Pál Dániel Máté (1-3. évad) | Egy gyáva ám jószívű diák a Liberty High Schoolban, Justin és Bryce barátja.                       |
| Ross Butler        | Zach Dempsey  | Rada Bálint (4. évad)       | Egy gyáva ám jószívű diák a Liberty High Schoolban, Justin és Bryce barátja.                       |
| Devin Druid        | Tyler Down    | Ungvári Gergely             | A gimnázium évkönyvének szerkesztője, lelkes fényképész, és iskolai zaklatások áldozata            |
| Amy Hargreaves     | Lainie Jensen | Götz Anna                   | Clay ügyvéd édesanyja.                                                                             |
| Derek Luke         | Kevin Porter  | Kárpáti Levente             | Liberty High School iskolapszichológusa.                                                           |
| Kate Walsh         | Olivia Baker  | Németh Kriszta              | Hannah édesanyja, aki kétségbeesetten próbálja megtudni lánya öngyilkosságának okát.               |
| Brian d'Arcy James | Andy Baker    | Dózsa Zoltán                | Hannah édesapja, Olivia férje.                                                                     |

### Visszatérő szereplők

#### Első évadban bemutatott szereplők
- Josh Hamilton mint Matt Jensen, Clay tanár édesapja.
- Michele Selene Ang mint Courtney Crimsen, egy zárkózott lány a gimnáziumban, aki attól félve, hogy kiderül a szexuális orientációja, hazugságokat kezdett terjeszteni Hannahról.
- Steven Silver mint Marcus Cole, az egocentrikus éltanuló a Liberty High Schoolban, aki megalázta és nyilvánosan molesztálta Hannaht egy randevún.
- Ajiona Alexus mint Sheri Holland, egy pompomlány a gimnáziumban, akinek a hibája Jeff hirtelen halálát eredményezi.
- Tommy Dorfman mint Ryan Shaver, a Liberty High School diákja, aki átverte Hannaht.
- Sosie Bacon mint Skye Miller, Clay korábbi, tőle elidegenedett lánybarátja.
- Timothy Granaderos mint Montgomery de la Cruz, egy diák a Liberty High Schoolban, aki számos gimnazistát terrorizál.
- Brandon Larracuente mint Jeff Atkins, Clay legjobb barátja a gimnáziumban, aki tragikus hirtelenséggel vesztette életét egy autóbalesetben.
- Steven Weber mint Gary Bolan, a Liberty High School igazgatója.
- Keiko Agena mint Pam Bradley, a Liberty High School nyelvtantanára.
- Mark Pellegrino mint Bill Standall helyettes, Alex rendőr édesapja.
- Joseph C. Phillips mint Greg Davis, Jessica édesapja, aki a légierőnél dolgozik.
- Cindy Cheung mint Karen Dempsey, Zach édesanyja.
- Henry Zaga mint Brad, Tony barátja.
- Giorgia Whigham mint Kat, Hannah barátja és korábbi szomszédja.
- Robert Gant mint Todd Crimsen, Courtney egyik édesapja.
- Wilson Cruz mint Dennis Vasquez, Hannah szüleinek ügyvédje.

#### Második évadban bemutatott szereplők
- Jake Weber mint Barry Walker, Bryce édesapja.[2]
- Brenda Strong mint Nora Walker, Bryce édesanyja.[2]
- Meredith Monroe mint Carolyn Standall, Alex édesanyja.[2]
- R.J. Brown mint Caleb, Tony boxedzője és barátja.[2]
- Anne Winters mint Chlöe Rice, egy okos, népszerű lány a Liberty High Schoolban, a pompomlányok új vezére, Bryce barátnője.[3]
- Bryce Cass mint Cyrus, egy lázadó bajkeverő, aki Tylerrel a zaklatás ellen kezd fellépni.[3]
- Chelsea Alden mint Mackenzie, Cyrus testvére.[3]
- Allison Miller mint Sonya Struhl, az ügyvéd, aki az iskolát képviseli a Bakerék által indított perben.[3]
- Brandon Butler mint Scott Reed, a Liberty High School egyik diákja, aki a baseballcsapatban játszik.[3]
- Samantha Logan mint Nina Jones, egy köztiszteletben álló atléta, aki Jessicával kezd barátkozni a hasonló múltja miatt.[3]
- Kelli O'Hara mint Jackie, az iskolai zaklatás áldozatainak elszánt támogatója.[3]
- Ben Lawson mint Rick Wlodimierz, a gimnázium baseballedzője.[3]

## Epizódok
| Évad | Évad | Epizód | Eredeti sugárzás    | Magyar sugárzás   | Adó |
| ---- | ---- | ------ | ------------------- | ----------------- | --- |
|      | 1    | 13     | 2017. március 31.   | 2017. március 31. |     |
|      | 2    | 13     | 2018. május 18.     | 2019. október 16. |     |
|      | 3    | 13     | 2019. augusztus 23. | 2019. október 16. |     |
|      | 4    | 10     | 2020. június 5.     | 2020. június 5.   |     |

### Első évad (2017)
| Sor. | Év. | Cím                                  | Rendező              | Író                  | Premier                             |
| --- | --- | ------------------------------------ | -------------------- | -------------------- | ----------------------------------- |
| 1. | 1.  | 1. kazetta, A oldal (Tape 1, Side A) | Tom McCarthy         | Brian Yorkey         | 2017. március 31. 2017. március 31. |
| Clay Jensen az iskolából hazaérve egy cipősdoboznyi audiokazettát talál a bejárati ajtaja előtt. Az elsőt lejátssza az apja magnójával, és rádöbben, hogy a két hete elhunyt osztálytársa, Hannah Baker hallható rajta, de véletlenül elejti a lejátszót, amikor az édesanyja megzavarja. Ezután a fiú ellopja egy barátja, Tony walkmanét, hogy folytassa a hallgatást. Az első kazettán Hannah elmondja, hogy elmeséli az okokat, amik (vagy akik) az öngyilkosságához vezették. Justin Foley-val kezdi, akivel először csókolózott, és aki azt a pletykát kezdte róla terjeszteni, hogy könnyen kapható, mellyel egy láncolatot indított el. A néző számára számos visszaemlékezésből kiderül, hogy Clay szerelmes volt Hannahba, és együtt dolgozott vele a helyi moziban. Az epizódban az is kiderül, hogy Hannah Tonyt bízta meg a kazetták felügyeletével. A kazetta alanya: Justin Foley, amiért egy szemérmetlen képet terjesztett Hannahról, valamint azt a pletykát, hogy lefeküdtek.                                       |     |                                      |                      |                      |                                     |
| 2. | 2.  | 1. kazetta, B oldal (Tape 1, Side B) | Tom McCarthy         | Brian Yorkey         | 2017. március 31. 2017. március 31. |
| Hannah felidézi a barátságát két szintén új diákkal: Jessica, aki gyakran költözik, mivel az apja a légierőnél dolgozik, és Alex, akivel egy kávézóban találkozott. Jessica és Alex járni kezdett, így már nem töltöttek több időt Hannahval. Mikor Alex szakított a lánnyal, Jessica Hannaht hibáztatta. A jelenben Hannah édesanyja, Olivia talál egy lapot a lánya füzetében, és arra következtet, hogy Hannaht zaklatták. Clay kikérdezi Jessicát a kazettákról, és Bryce Walker baráti köre le akarja állítani a fiút. A kazetta alanya: Jessica Davis, amiért tévesen hibáztatta Hannaht, mert Alex szakított vele. |     |                                      |                      |                      |                                     |
| 3. | 3.  | 2. kazetta, A oldal (Tape 2, Side A) | Helen Shaver         | Diana Son            | 2017. március 31. 2017. március 31. |
| Clay kezdeményezett volna Hannahnál, azonban a lány jóhírét egy „legjobb/legrosszabb lista” veszélyeztette, melyet Alex Standall készített, és így Hannaht a fiúk célpontjává tette. A jelenben Hannah édesanyja, Olivia Baker ellátogat az iskolaigazgatóhoz, mert azt gyanítja, lányát zaklatták, és végül egy nyugtalanító felfedezést tesz. Clay Alextől vár válaszokat, aki ugyan bánja a kazettán elmesélt tettét, de figyelmezteti a fiút, hogy ne bízzon meg Tonyban. A kazetta alanya: Alex Standall, amiért Hannah hátsóját a legjobbként listázta, hogy Jessica Davist féltékennyé tegye, és így tönkretette Hannah és Jessica barátságát. |     |                                      |                      |                      |                                     |
| 4. | 4.  | 2. kazetta, B oldal (Tape 2, Side B) | Helen Shaver         | Thomas Higgins       | 2017. március 31. 2017. március 31. |
| Hannah észrevette otthon, hogy valaki figyeli, amit elpanaszolt Courtney-nek. A lány felajánlotta, hogy segít neki lebuktatni a leskelődőt, és amíg vártak, hogy az illető felbukkanjon, a „felelsz vagy mersz” egy alkohollal túlfűtött változata miatt egymás karjaiban találták egymást. A leskelődő megörökítette a pillanatot, aki volt nem más, mint Tyler Down, az iskolai évkönyv készítője. Hannah kérése ellenére a fiú szétküldte az iskolatársaknak. Mivel Courtney félt, hogy kiderül a szexuális orientációja, kerülni kezdte Hannaht. A jelenben Clay ellátogat Hannah házához, és beszél az édesanyjával, azonban képtelen bevallani, hogy közel állt a lányhoz. Számonkéri Tonyt az előző napi cselekedetéről, mire a fiú azt válaszolja, néha érvényesítenünk kell a saját igazságunkat. Ez a gondolat ihletet adott neki, elterjesszen egy meztelen képet Tylerről az iskolában. A kazetta alanya: Tyler Down, amiért leselkedett Hannah után, és szétküldött az iskolában egy képet, amin Courtney-vel csókolózik. |     |                                      |                      |                      |                                     |
| 5. | 5.  | 3. kazetta, A oldal (Tape 3, Side A) | Kyle Patrick Alvarez | Julia Bicknell       | 2017. március 31. 2017. március 31. |
| Mivel félt, hogy a szexuális orientációja kiderül, Courtney azt a pletykát kezdte terjeszteni, hogy a fényképen Hannah és Laura, egy nyíltan leszbikus lány osztálytársuk látható. A lány továbbrombolta Hannah jóhírét, amikor a hazugságba bevonta Justint. A jelenben Clay ráveszi Courtney-t, hogy látogassák meg Hannah sírját. A lány anélkül távozik, hogy beismerné, köze volt Hannah halálához. Tony elvitte Clay biciklijét a temetőbe, és átadott egy másolatot a számról, amire Hannahval lassúzott az iskolabálon. Később Justin, Zach és Alex arra kényszeríti, hogy egy kocsiba üljön velük, és annak érdekében, hogy Clay abbahagyja a kazetták hallgatását, ráijesztenek. Clay tagadja az édesanyjának, hogy ismerte volna Hannaht, akit felkértek, hogy képviselje az iskolát a perben, amit Bakerék indítottak. A kazetta alanya: Courtney Crimsen, amiért hazugságokat terjesztett Hannahról, hogy elterelje az iskola figyelmét a szexuális orientációjáról.                                                      |     |                                      |                      |                      |                                     |
| 6. | 6.  | 3. kazetta, B oldal (Tape 3, Side B) | Kyle Patrick Alvarez | Nic Sheff            | 2017. március 31. 2017. március 31. |
| Hannah randevúja Marcusszal balul sült el a pletykák miatt, miszerint a lány promiszkuózus és könnyen kapható. A jelenben Alex harcba keveredik Montgomeryvel, ami miatt meg kell jelenniük az iskolai becsülettestület előtt. Clay segít Sherinek egy feladatban, és mielőtt kavarni kezdenének, Sheri felfedi, hogy ő is a kazetták egyik alanya, és azt szeretné, Clay annak ellenére is kedvelje, hogy köze volt Hannah halálához, azonban a fiú azt feltételezi, a lány célja, hogy abbahagyja a kazetták hallgatását. A kazetta alanya: Marcus Cole, amiért megalázta és nyilvánosan molesztálta Hannaht. |     |                                      |                      |                      |                                     |
| 7. | 7.  | 4. kazetta, A oldal (Tape 4, Side A) | Gregg Araki          | Elizabeth Benjamin   | 2017. március 31. 2017. március 31. |
| Miután Hannah visszautasította Zachet, a fiú bosszút állt, és egy iskolai projektben tönkretette a lány önbecsülését. A jelenben Clay meghallgatja a kazettát, melynek Zach az alanya, és összekarcolja a fiú autóját, de kiderül, hogy Hannah nem a teljes igazságot mesélte el. Clayt most már audiovizionális hallucinációk gyötrik, így Hannah hangját hallja az iskolarádióban, és a holttestét látja a tornateremben. Mivel képtelen továbbhallgatni a kazettákat, visszaadja őket Tonynak. A kazetta alanya: Zach Dempsey, amiért a nyelvtanórán kihelyezett zacskókból kilopta a Hannahnak szánt bókokat, mivel a lány visszautasította. |     |                                      |                      |                      |                                     |
| 8. | 8.  | 4. kazetta, B oldal (Tape 4, Side B) | Gregg Araki          | Kirk Moore           | 2017. március 31. 2017. március 31. |
| Hannahnak megtetszett a költészet, és csatlakozott egy klubhoz, ahol a tagok felolvassák a verseiket, és véleményezik egymásét. Hannah előadta a rendkívül feltáró költeményét, amit Ryan a tudta nélkül publikált az iskolaújságban. Mindenki nevetségesnek találja, azonban Clayt meghatotta és felzaklatta, de arra nem jött rá, hogy Hannah a szerzője. A jelenben Tony elmeséli Hannah halálának körülményeit, és Clay visszakéri a kazettákat. A fiú később átadja Hannah édesanyjának az iskolaújságban publikált költeményt. A kazetta alanya: Ryan Shaver, amiért publikálta Hannah versét az iskolaújságban, melyben sejttette a depresszióját. |     |                                      |                      |                      |                                     |
| 9. | 9.  | 5. kazetta, A oldal (Tape 5, Side A) | Carl Franklin        | Hayley Tyler         | 2017. március 31. 2017. március 31. |
| Miközben Jessica szekrényében bujkált, Hannah tanúja volt a részegség miatt eszméletlen lány megerőszakolásának. A jelenben Marcus figyelmezteti Clayt, hogy a legrosszabb még hátra van, és annak érdekében, hogy hallgasson a kazettákról, drogot csempészik a táskájába, így három napra felfüggesztik az iskolából. Clay végre bevallja az anyjának, hogy közel állt Hannahhoz. Miután jogi tanácsot kér tőle, visszakéri Justintól a biciklijét, és arra ösztönzi őt, hogy segítsen igazságot szolgáltatni Jessicának. Justin végre bevallja, hogy a kazetták tartalma igaz, és szerinte jobb, ha Jessica nem tudja az igazságot. A kazetta alanya: Justin Foley (és Hannah Baker), amiért hagyta, hogy Bryce megerőszakolja Jessicát. |     |                                      |                      |                      |                                     |
| 10. | 10. | 5. kazetta, B oldal (Tape 5, Side B) | Carl Franklin        | Nathan Louis Jackson | 2017. március 31. 2017. március 31. |
| Jessica bulija után Sheri Holland felajánlotta, hogy hazaviszi Hannaht. A lány véletlenül kidöntött egy STOP-táblát, azonban vonakodott bejelenteni, mert félt, hogy bajba kerül. Mivel Hannah telefonja lemerült, keresni próbált egyet, hogy kihívja a rendőrséget, azonban addigra a tábla hiánya egy súlyos balesetet okozott a kereszteződésben, mely Clay legjobb barátjának, Jeff Atkinsnek halálát eredményezte. A fiúról azt feltételezték, hogy ittasan vezetett. A jelenben Jessica egyre furcsábban viselkedik. Clay megudja, hogy Sheri a hibáját jóvá próbálja tenni, és a fiú elmondja Jeff szüleinek, hogy fiuk józan volt a halálakor. A kazetta alanya: Sheri Holland, amiért vonakodott bejelenteni, hogy kidöntött egy STOP-táblát, ami végül egy halálos balesetet okozott. |     |                                      |                      |                      |                                     |
| 11. | 11. | 6. kazetta, A oldal (Tape 6, Side A) | Jessica Yu           | Diana Son            | 2017. március 31. 2017. március 31. |
| Tony segítségével Clay végre meghallgatja a kazettát, melynek ő az alanya, és a hallottak által okozott bűntudat hatására a saját öngyilkosságát fontolgatja, mivel úgy érzi, nem tett meg mindent, hogy megakadályozza Hannah halálát. Justin rádöbben, hogy Jessica Bryce házában tartózkodik, ahonnan igyekszik eltávolítani a lányt. Justin bevallja neki, hogy Bryce tényleg megerőszakolta, és a lány végül szakít vele. Olivia Baker talál egy listát, amelyen a kazetták alanyai találhatók, azonban nem sejti, hogy valójában mit is jelentenek a nevek. A kazetta alanya: Clay Jensen, amiért teljesítette Hannah kérését, és magára hagyta Jessica buliján, azonban a lány állítja, hogy a fiú nem volt a halálának okozója, de tudatni szerette volna vele, miért halt meg. |     |                                      |                      |                      |                                     |
| 12. | 12. | 6. kazetta, B oldal (Tape 6, Side B) | Jessica Yu           | Elizabeth Benjamin   | 2017. március 31. 2017. március 31. |
| Miután véletlenül elhagyta szülei gyógyszertárának bevételét, a kétségbeesett Hannah Bryce buliján kötött ki. Az este tragikus véget ért, ugyanis miután kettesben maradtak a jacuzziban, a fiú megerőszakolta őt. Ez arra késztette Hannaht, hogy listát készítsen az emberekről, akik az akkori helyzetét okozták, és végül elkészítette a kazettákat is. A jelenben mindenkit beidéznek kihallgatásra, akik szerepelnek Hannah listáján. Mivel a kazettaalanyok nem tudnak megegyezni, mitévők legyenek, Tyler azt javasolja, fogják az egészet Bryce-ra, míg Alex szerint az igazat kellene mondaniuk. Sheri feladja magát. Clay azzal az ürüggyel, hogy marihuánát vásárolna, kikérdezi Bryce-ot az éjszakáról, amin megerőszakolta Hannaht. Bryce provokálás miatt durván összeveri Clayt, aki azonban felveszi a beszélgetést. Valakivel a mentők száguldanak a kórházba, miután főbe lőtte magát. A kazetta alanya: Bryce Walker, amiért megerőszakolta Hannaht.                                                               |     |                                      |                      |                      |                                     |
| 13. | 13. | 7. kazetta, A oldal (Tape 7, Side A) | Kyle Patrick Alvarez | Brian Yorkey         | 2017. március 31. 2017. március 31. |
| Hannah kazettákat kezdett rögzíteni, és ellátogatott Mr. Porterhez, hogy elpanaszolja a nemi erőszakot. A lány titokban felvette a beszélgetést annak reményében, hogy segíteni fog neki. Mivel nem, így hazament, és véget vetett az életének. A jelenben Clay megkéri Tonyt, hogy készítsen másolatot Bryce vallomásáról. Számonkéri Mr. Portert Hannah segítségkéréséről. Átadja neki a kazettákat, és elmondja, hogy ő az utolsó kazetta alanya. A kihallgatások megkezdődnek, Marcus és Courtney tagadja, hogy köze lenne Hannah halálához. Zach és Jessica bevallja a hibáját. A kihallgatása előtt Tyler fegyvereket és töltényeket rejt el a szobájában, és a tanúvallomásában felfedi a kazetták létezését. Kiderül, hogy Alex lőtte főbe magát, és kritikus állapotban fekszik a kórházban. Justin bűntudatból elhagyja a várost, de előtte beszámol Bryce-nak a kazettákról. Jessica bevallja az apjának, hogy megerőszakolták. A kazetta alanya: Mr. Porter, amiért nem hitt Hannahnak, és nem segített neki.              |     |                                      |                      |                      |                                     |

### Második évad (2018)
| Sor. | Év. | Cím                                                    | Rendező              | Író                             | Premier                           |
| --- | --- | ------------------------------------------------------ | -------------------- | ------------------------------- | --------------------------------- |
| 14. | 1.  | Az első polaroid (The First Polaroid)                  | Gregg Araki          | Brian Yorkey                    | 2018. május 18. 2019. október 16. |
| Öt hónappal az első évad történései után Bakerék pere bíróságra kerül. Tylernek kell először tanúskodni, és igazat is mond. Clay Skye-jal jár, azonban a fiú hallucinálni kezd Hannahról. Mr. Porter számonkéri Bryce-ot az iskola mosdójában a nemi erőszakkal kapcsolatban. Jessica visszatér az iskolába, ahogy Alex is, aki túlélte az öngyilkossági kísérletet, azonban amnéziával küzd, és elfelejtette Hannah kazettáinak tartalmát. Tony elégeti az üzenetet, amit Hannah adott neki halálának napján. Clay egy polaroidot talál az iskolai szekrényében, amire valaki azt írta, hogy nem Hannah volt az egyetlen. Tanú: Tyler Down, aki mesél arról, hogy fényképeket készített Hannahról, és igyekezett barátkozni vele. |     |                                                        |                      |                                 |                                   |
| 15. | 2.  | Csókolózó lányok (Two Girls Kissing)                   | Gregg Araki          | Thomas Higgins                  | 2018. május 18. 2019. október 16. |
| Courtney felfedi a tanúvallomása során, hogy leszbikus, és érzései voltak Hannah iránt. Egy csoportnyi tüntető megjelenik a bíróságon annak érdekében, hogy igazságot szolgáltassanak Hannahnak, azonban Jessciát és Alexet fenyegetés éri. Skye gyanakvása veszekedésbe torkollik Clayjel, mivel szerinte a fiú még mindig szerelmes Hannahba, azonban Skye-t a veszekedést követően mentő szállítja kórházba. Tanú: Courtney Crimsen, aki a Hannahval közös csókról és az iránta táplált érzésekről beszél. |     |                                                        |                      |                                 |                                   |
| 16. | 3.  | Az iszákos lotyó (The Drunk Slut)                      | Karen Moncrieff      | Marissa Jo Cerar                | 2018. május 18. 2019. október 16. |
| Clayt szándékosan elüti valaki autóval, mikor a fiú hazafelé tart a biciklijével. Meglátogatja Skye-t a kórházban, azonban a lány szakít vele. Clay és Alex ösztönzi Jessicát, hogy tanúvallomása során a lány meséljen Bryce-ról. Olivia rákérdez, hogy ő volt-e a megerőszakolt lány a kilencedik szalagon, de Jessica nem válaszol. Miután Justin kapcsolatba lépett Jessicával, Clay rátalál a hajléktalan fiúra Tony segítségével Oaklandben. Mivel más választása nincs, így Clay felajánlja Justinnak, hogy tartózkodjon nála. Skye-t a szülei beutalják egy pszichiátriai intézménybe, és kérik Clayt, hogy a fiú ne keresse. Tyler találkozik Cyrus barátaival, és Bryce-ot beidézik tanúvallomásra. Tanú: Jessica Davis, aki Alex listájáról és Hannahval való barátságáról beszél, de a nemi erőszakot nem említi meg. |     |                                                        |                      |                                 |                                   |
| 17. | 4.  | A második polaroid (The Second Polaroid)               | Karen Moncrieff      | Hayley Tyler                    | 2018. május 18. 2019. október 16. |
| Marcus, hogy megtartsa jóhírét, hazudik a Valentin-napi randevúról, és megemlíti Bryce-ot a bíróságon, ami viszont felbosszantja őt. Clay rádöbben, hogy Justin heroinozik, és Sheri segítségével megpróbálják leszoktatni. Jessica megmutatja a fenyegető levelet Mr. Porternek, amit a tanúvallomása előtt kapott. Alex, mivel képtelen emlékezni, elkéri Claytől a kazettákat. Clay még egy polaroidot talál az iskolai szekrényében, melyre az van írva: „Nem áll le”. Tanú: Marcus Cole, aki hazudik a Hannahval közös randevúról. |     |                                                        |                      |                                 |                                   |
| 18. | 5.  | Krétavonalak (The Chalk Machine)                       | Eliza Hittman        | Nic Sheff                       | 2018. május 18. 2019. október 16. |
| Mr. Porter azt gyanítja, Tyler alázta meg Jessicát a képekkel, azonban a fiú tagadja a vádat. Ryan tanúskodik, aki beszámol Hannah verseiről, amik állítása szerint Justinnak szólnak. Olivia megkéri Ryant, hogy segítsen neki megfejteni Hannah további verseit, de a fiú távozik, miután a nő megemlíti, hogy lapok hiányoznak Hannah naplójából. Clay rádöbben, hogy a polaroidokat az iskolában készítették, és próbálja megfejteni, hogy hol. Chlöe megismerkedik Bryce szüleivel, akinek az édesanyja számos zúzódásra figyel fel a lányon. Jessica részt vesz az első csoportpszichoterápiás foglalkozásán. Mr. Porter egy fenyegető levelet talál az autójában, aminek ablakát valaki betörte. Később konfliktusba keveredik Justin anyjával. Tanú: Ryan Shaver, aki a Hannahval közösen írt versekről beszél. |     |                                                        |                      |                                 |                                   |
| 19. | 6.  | Mosoly a móló végén (The Smile at the End of the Dock) | Eliza Hittman        | Julia Bicknell                  | 2018. május 18. 2019. október 16. |
| Zach tanúskodása során felfedi, hogy Hannahval románcot folytatott a lány halála előtti nyáron, de titokban tartották. A tanúvallomás után Clay dühösen számonkéri, majd az iskolában Zach verekedésbe keveredik Bryce-szal. Justin visszatér az iskolába, és beszél Jessicával, de a lány azt kéri, hagyja békén. Justin elájul, miután meglátja Bryce-ot, majd miután visszamegy Clay házába, a szülei megtalálják. Tanú: Zach Dempsey, aki a Hannahval közösen eltöltött nyárról beszél. |     |                                                        |                      |                                 |                                   |
| 20. | 7.  | A harmadik polaroid (The Third Polaroid)               | Michael Morris       | Brian Yorkey                    | 2018. május 18. 2019. október 16. |
| Clay tanúvallomása során be kell számolnia arról, hogy egyszer Hannahval valamilyen drogot kipróbáltak Jeff buliján, együtt töltötték az éjszakát, és Clay nem vette figyelembe Hannah másnapi kijelentését, miszerint meg akar halni. Alex születésnapi bulija balul sül el, miután veszekedésbe torkollik. Clay egy harmadik polaroidot talál az autóján, melyre az van írva, hogy klubház. Miután elolvassa a tanúvallomásához fűzött hozzászólásokat az interneten, névtelenül feltölti Hannah felvételeit. Bryce anélkül szexel Chlöeval, hogy a lány ténylegesen hozzájárulna. Tanú: Clay Jensen, aki Hannahhoz fűződő baráti viszonyáról beszél. |     |                                                        |                      |                                 |                                   |
| 21. | 8.  | A kislány (The Little Girl)                            | Michael Morris       | Felischa Marye                  | 2018. május 18. 2019. október 16. |
| Miután Clay feltöltötte internetre Hannah hanganyagait, Bryce iskolai szekrényét megrongálták, és azt, amit Clay rögzített a diktafonnal, szétküldték a diákok között. Mivel Marcust zsarolás érte, erőszaktevőnek hívja Bryce-ot egy ünnepségen rengeteg szülő és diák előtt annak érdekében, hogy fenntartja a saját jóhírét. Claynek sikerül kapcsolatba lépni Skye-jal, és meglátogatja az elmegyógyintézetben, de a lány elmondja, hogy más államba költözik. Justin túladalgolja magát heroinnal, de Alex megmenti az életét, és végül Justin visszatér az anyja házába. Tanúk: Andy és Olivia Baker, akik Hannah életéről és gimnáziumi zaklatásáról beszélnek. |     |                                                        |                      |                                 |                                   |
| 22. | 9.  | A hiányzó lap (The Missing Page)                       | Kat Candler          | Rohit Kumar                     | 2018. május 18. 2019. október 16. |
| A tanúvallomása során Mr. Porter felfedi, hogy Hannah halála óta úgy hiszi, Bryce erőszakolta meg, és érzelmesen bocsánatot kér Hannah édesanyjától, amiért okozója volt Hannah halálának. Bryce megfenyegeti Clayt, mivel úgy gondolja, ő zsarolta Marcust, hogy a fiú erőszaktevőnek nevezze Bryce-ot. Később Clayt durván összeveri négy diák, majd Cyrus meghívja, hogy segítsen neki és Tylernek megrongálni az iskolát, és közben rájön, hogy a klubház merre található. Olivia felkér egy lányt, Saraht, hogy ne tanúskodjon. Tanúk: Mrs. Pam Bradley, aki a gimnázium légköréről, és Mr. Kevin Porter, aki Hannah segítségkéréséről beszél. |     |                                                        |                      |                                 |                                   |
| 23. | 10. | Itt repül a kismadár! (Smile, Bitches!)                | Kat Candler          | Kirk Moore                      | 2018. május 18. 2019. október 16. |
| Tonyt beidézik tanúvallomásra, de úgy dönt, nem fedi fel, hogy Hannah ráhagyta a kazettákat, mert egy szívességgel tartozott neki. Sarah a tanúvallomása során felfedi, hogy Hannah zaklatta egy másik gimnáziumban. Sheri sikeresen bejut a klubházba, ahol Bryce egy polaroidot készít róla, és a klubház belépési kódját megosztja Clayjel és Justinnal. Zach rátalál a klubházban Clayre és Justinra, majd átad nekik egy polaroidokat tartalmazó dobozt. Tanúk: Sarah, aki arról beszél, hogy Hannah zaklatta, és Tony Padilla, aki a Hannahhoz fűződő baráti viszonyáról beszél. |     |                                                        |                      |                                 |                                   |
| 24. | 11. | Bryce és Chloe (Bryce and Chlöe)                       | Jessica Yu           | Marissa Jo Cerar Thomas Higgins | 2018. május 18. 2019. október 16. |
| Bryce a tanúvallomása során azt hazudja, hogy Hannahval laza szexkapcsolatot folytatott, és miután Bryce szakítani akart vele, Hannah erőszakkal vádolta. Az iskolában Justinnal vitába keveredik, és tömegverekedés tör ki. Chlöe bevallja Jessicának, hogy ő függesztette ki a képeket róla az osztályteremben, mielőtt tanúskodott. Olivia felkéri Chlöet, hogy tanúskodjon, azonban valótlant állít. A polaroidokat tartalmazó dobozt valaki ellopta Clay kocsijából. Alexnek küldtek egy pisztolyt és egy fenyegető levelet. Bryce édesanyja kikérdezi a fiát, hogy igazat vallott-e. Clayt a hallucinációk olyan mértékben gyötrik, hogy megfontolja Bryce meggyilkolását és a saját öngyilkosságát. Tanúk: Bryce Walker, aki hazudik Hannah megerőszakolásáról, és Chlöe Rice, aki beszámol a klubházból, de hazudik Bryce-szal kapcsolatban. |     |                                                        |                      |                                 |                                   |
| 25. | 12. | Egy doboznyi polaroid (The Box of Polaroids)           | Jessica Yu           | Hayley Tyler Brian Yorkey       | 2018. május 18. 2019. október 16. |
| Justin egy halállal fenyegető levelet kap, de ennek ellenére a tanúvallomás során elmondja, hogy Bryce megerőszakolta Jessicát. Alex, Clay, Justin, Tony, Zach és Scott számonkéri Montgomeryt, miután Alex rájött, hogy ő félemlítette meg a diákokat a per során, és bevallja, hogy ő lopta el a polaroidokat tartalmazó dobozt. Jessicát a barátai arra motiválják, hogy jelentse a rendőrségnek a nemi erőszakot. A per véget ér, a bíróság szerint az iskola nem felelős Hannah haláláért, de Bryce-ot és Justint is letartóztatják Jessica megerőszakolásában való részvételük miatt. Mr. Portert kirúgják, Tylert elmarasztalják az iskola megrongálása miatt, és elkülönítőprogramba kerül. Tanú: Justin Foley, aki Hannahhoz fűződő viszonyáról beszél, és bevallja, hogy Bryce megerőszakolta a lányt. |     |                                                        |                      |                                 |                                   |
| 26. | 13. | Viszlát (Bye)                                          | Kyle Patrick Alvarez | Brian Yorkey                    | 2018. május 18. 2019. október 16. |
| Egy hónappal Jessica ügyének bírósági tárgyalása után Bryce-ot mindössze három hónap próbaidőre, Justint hat hónap próbaidőre ítélik. Mivel utóbbi utóbbi csak abban az esetben szabadulhat a javítóintézetből, ha valamelyik szülőjéhez kerül, és egyik sem található, ezért Clay szülei adoptálják. Andy és Olivia Baker lányuknak halotti búcsúztatót szerveznek, amin Clay is beszédet mond. Olivia New Yorkba költözik, mivel Hannahnak életcélja volt, viszont előtte megmutatja Claynek a lapot, amin Hannah a 11 okot fejtette ki, hogy miért ne legyen öngyilkos. A fiú kétszer is szerepelt rajta. Tyler visszatér az iskolába, azonban Montgomery és két társa durván összeveri és szodomizálja a fiút egy felmosónyéllel. Justin továbbra is heroinfüggő maradt, a doboznyi polaroidot meg Nina birtokolja, aki elégeti őket. Április 20-án szombaton Justin és Jessica intim együttlétet tart a bálon, a mosdóban az utóbbinak Chlöe elmondja, hogy terhes. Tyler a bálra fegyverrel érkezik, és tömegmészárlást robbantana ki iskolai lövöldözés keretében. |     |                                                        |                      |                                 |                                   |

### Harmadik évad (2019)
| Sor. | Év. | Cím | Rendező           | Író | Premier                               |
| ---- | --- | --- | ----------------- | --- | ------------------------------------- |
| 27.  | 1.  | Igen, én vagyok az új lány (Yeah. I'm the New Girl)                                                            | Michael Morris    | Brian Yorkey | 2019. augusztus 23. 2019. október 16. |
| 28.  | 2.  | Azt se hiszem el, amit kérdezel (If You're Breathing, You're a Liar)                                           | Michael Morris    | Allen MacDonald | 2019. augusztus 23. 2019. október 16. |
| 29.  | 3.  | Mindenki bűnös, aki él (The Good Person Is Indistinguishable from the Bad)                                     | Jessica Yu        | Hayley Tyler | 2019. augusztus 23. 2019. október 16. |
| 30.  | 4.  | Egy fiatal mérges férfi (Angry, Young and Man)                                                                 | Jessica Yu        | Thomas Higgins | 2019. augusztus 23. 2019. október 16. |
| 31.  | 5.  | Mindenki használ valamit (Nobody's Clean)                                                                      | Bronwen Hughes    | Trevor Marti Smith | 2019. augusztus 23. 2019. október 16. |
| 32.  | 6.  | Mindenki a maga módján gyászol (You Can Tell the Heart of a Man by How He Grieves)                             | Bronwen Hughes    | Mfoniso Udofia | 2019. augusztus 23. 2019. október 16. |
| 33.  | 7.  | A problémák Clay Jensennel (There Are a Number of Problems with Clay Jensen)                                   | Kevin Dowling     | Julia Bicknell | 2019. augusztus 23. 2019. október 16. |
| 34.  | 8.  | Soha nem tudhatod, ki áll melletted (In High School, Even on a Good Day, It's Hard to Tell Who's on Your Side) | Kevin Dowling     | Felischa Marye | 2019. augusztus 23. 2019. október 16. |
| 35.  | 9.  | Mindig a következő rossz hírre várok (Always Waiting for the Next Bad News)                                    | Aurora Guerrero   | M.K. Malone | 2019. augusztus 23. 2019. október 16. |
| 36.  | 10. | Szűkül a kör (The World Closing In)                                                                            | Aurora Guerrero   | Tévéjáték: Allen MacDonald, Thomas Higgins, Hayley Tyler és Brian Yorkey Történet: Rohit Kumar, Allen MacDonald, Thomas Higgins és Hayley Tyler | 2019. augusztus 23. 2019. október 16. |
| 37.  | 11. | Amiket még nem mondtam el neked (There Are a Few Things I Haven't Told You)                                    | Kevin Dowling     | Helen Shang | 2019. augusztus 23. 2019. október 16. |
| 38.  | 12. | És akkor becsapott a villám (And Then the Hurricane Hit)                                                       | Kevin Dowling     | Tévéjáték: Allen MacDonald, M.K. Malone és Helen Shang Történet: Thomas Higgins, Hayley Tyler és Trevor Marti Smith                             | 2019. augusztus 23. 2019. október 16. |
| 39.  | 13. | Hadd temessék el a halottak az ő halottaikat (Let the Dead Bury the Dead)                                      | John T. Kretchmer | Brian Yorkey | 2019. augusztus 23. 2019. október 16. |

### Negyedik évad (2020)
| Sor. | Év. | Cím                                         | Rendező        | Író                                               | Premier                         |
| ---- | --- | ------------------------------------------- | -------------- | ------------------------------------------------- | ------------------------------- |
| 40.  | 1.  | Téli szünet (Winter Break)                  | Russel Mulcahy | Brian Yorkey                                      | 2020. június 5. 2020. június 5. |
| 41.  | 2.  | Főiskolai látogatás (College Tour)          | Russel Mulcahy | Allen MacDonald                                   | 2020. június 5. 2020. június 5. |
| 42.  | 3.  | Valentin-nap (Valentine's Day)              | Michael Sucsy  | Hayley Tyler                                      | 2020. június 5. 2020. június 5. |
| 43.  | 4.  | Végzős tábor (Senior Camping Trip)          | Michael Sucsy  | Thomas Higgins                                    | 2020. június 5. 2020. június 5. |
| 44.  | 5.  | Házibuli (House Party)                      | Brenda Strong  | M. K. Malone és Franky D. Gonzalez                | 2020. június 5. 2020. június 5. |
| 45.  | 6.  | Csütörtök (Thursday)                        | Brenda Strong  | Evangeline Ordaz                                  | 2020. június 5. 2020. június 5. |
| 46.  | 7.  | Felvételi elbeszélgetés (College Interview) | Sunu Gonera    | Allen MacDonald, Hayley Tyler és Evangeline Ordaz | 2020. június 5. 2020. június 5. |
| 47.  | 8.  | Felvétel/Elutasítás (Acceptance/Rejection)  | Sunu Gonera    | Sahar Jahani                                      | 2020. június 5. 2020. június 5. |
| 48.  | 9.  | Bál (Prom)                                  | Tommy Lohmann  | Brian Yorkey                                      | 2020. június 5. 2020. június 5. |
| 49.  | 10. | Ballagás (Graduation)                       | Brian Yorkey   | Brian Yorkey                                      | 2020. június 5. 2020. június 5. |